# Trofeo Palma 2017
La 26e édition du Trofeo Playa de Palma a eu lieu le 29 janvier 2017. La course fait partie du calendrier UCI Europe Tour 2017 en catégorie 1.1.
L'épreuve a été remportée lors d'un sprint massif par le Britannique Daniel McLay (Fortuneo-Vital Concept) qui s'impose respectivement devant l'Italien Matteo Pelucchi (Bora-Hansgrohe) et le Français Nacer Bouhanni (Cofidis).
Le Colombien Nairo Quintana (Movistar) s'adjuge le classement de la montagne et des sprints spéciaux tandis que l'Espagnol Pello Olaberria (Euskadi Basque Country-Murias) gagne celui des Metas Volantes. Un autre Espagnol Alejandro Valverde (Movistar) remporte le classement du combiné, Albert Torres (Inteja-Dominican) finit meilleur coureur Baléare et la formation néerlandaise Roompot-Nederlandse Loterij meilleure équipe.

## Présentation

### Équipes
Classé en catégorie 1.1 de l'UCI Europe Tour, le Trofeo Playa de Palma est par conséquent ouvert aux WorldTeams dans la limite de 50 % des équipes participantes, aux équipes continentales professionnelles, aux équipes continentales et aux équipes nationales.
Dix-neuf équipes participent à ce Trofeo Playa de Palma - quatre WorldTeams, six équipes continentales professionnelles, six équipes continentales et trois équipes nationales :
| WorldTeams (4)- Bora-Hansgrohe - Lotto-Soudal - Movistar Team - Sky Équipes continentales professionnelles (6)- Caja Rural-Seguros RGA - Cofidis, Solutions Crédits - Fortuneo-Vital Concept - Gazprom-RusVelo - Novo Nordisk - Roompot-Nederlandse Loterij Équipes continentales (6)- Amore & Vita-Selle SMP-Fondriest - Bolivia - Burgos-BH - Euskadi Basque Country-Murias - Inteja-Dominican - Nice Cycling Team Équipes nationales (3)- Allemagne - Espagne - Grande-Bretagne |
| |

## Classements

### Classement final
| \| Classement général \| Classement général \| Classement général \| Classement général \| Classement général \| \| Coureur \| Coureur \| Pays \| Équipe \| Temps \| \| ------------------ \| ------------------ \| ------------------ \| --------------------------- \| ------------------ \| \| 1er \| Daniel McLay \| Royaume-Uni \| Fortuneo-Vital Concept \| 3 h 43 min 31 s \| \| 2e \| Matteo Pelucchi \| Italie \| Bora-Hansgrohe \| + 0 s \| \| 3e \| Nacer Bouhanni \| France \| Cofidis, Solutions Crédits \| + 0 s \| \| 4e \| André Greipel \| Allemagne \| Lotto-Soudal \| + 0 s \| \| 5e \| Raymond Kreder \| Pays-Bas \| Roompot-Nederlandse Loterij \| + 0 s \| \| 6e \| Coen Vermeltfoort \| Pays-Bas \| Roompot-Nederlandse Loterij \| + 0 s \| \| 7e \| Łukasz Wiśniowski \| Pologne \| Team Sky \| + 0 s \| \| 8e \| Enrique Sanz \| Espagne \| Espagne \| + 0 s \| \| 9e \| Jonas Koch \| Allemagne \| Allemagne \| + 0 s \| \| 10e \| Alexander Porsev \| Russie \| Gazprom-RusVelo \| + 0 s \| |                   |             |                             |                 |
| |                   |             |                             |                 |
| Sources : ProCyclingStats Cycling Quotient Cycling Archives |                   |             |                             |                 |
| Classement général |                   |             |                             |                 |
| Coureur | Coureur           | Pays        | Équipe                      | Temps           |
| 1er | Daniel McLay      | Royaume-Uni | Fortuneo-Vital Concept      | 3 h 43 min 31 s |
| 2e | Matteo Pelucchi   | Italie      | Bora-Hansgrohe              | + 0 s           |
| 3e | Nacer Bouhanni    | France      | Cofidis, Solutions Crédits  | + 0 s           |
| 4e | André Greipel     | Allemagne   | Lotto-Soudal                | + 0 s           |
| 5e | Raymond Kreder    | Pays-Bas    | Roompot-Nederlandse Loterij | + 0 s           |
| 6e | Coen Vermeltfoort | Pays-Bas    | Roompot-Nederlandse Loterij | + 0 s           |
| 7e | Łukasz Wiśniowski | Pologne     | Team Sky                    | + 0 s           |
| 8e | Enrique Sanz      | Espagne     | Espagne                     | + 0 s           |
| 9e | Jonas Koch        | Allemagne   | Allemagne                   | + 0 s           |
| 10e | Alexander Porsev  | Russie      | Gazprom-RusVelo             | + 0 s           |

### Classements annexes
| Classement de la montagne | Classement de la montagne | Classement de la montagne | Classement de la montagne | Classement de la montagne |
| ------------------------- | ------------------------- | ------------------------- | ------------------------- | ------------------------- |
|                           | Coureur                   | Pays                      | Équipe                    | Point(s)                  |
| 1er                       | Nairo Quintana            | Colombie                  | Movistar                  | 6 points                  |
| 2e                        | Alejandro Valverde        | Espagne                   | Movistar                  | 4 pts                     |
| 3e                        | Jürgen Roelandts          | Belgique                  | Lotto-Soudal              | 1 pt                      |
| modifier                  |                           |                           |                           |                           |

| Classement des Metas Volantes | Classement des Metas Volantes | Classement des Metas Volantes | Classement des Metas Volantes    | Classement des Metas Volantes |
| ----------------------------- | ----------------------------- | ----------------------------- | -------------------------------- | ----------------------------- |
|                               | Coureur                       | Pays                          | Équipe                           | Point(s)                      |
| 1er                           | Pello Olaberria               | Espagne                       | Euskadi Basque Country-Murias    | 6 points                      |
| 2e                            | Uri Martins                   | Mexique                       | Amore & Vita-Selle SMP-Fondriest | 4 pts                         |
| 3e                            | Danilo Celano                 | Italie                        | Amore & Vita-Selle SMP-Fondriest | 1 pt                          |
| modifier                      |                               |                               |                                  |                               |

| Classement des sprints spéciaux | Classement des sprints spéciaux | Classement des sprints spéciaux | Classement des sprints spéciaux  | Classement des sprints spéciaux |
| ------------------------------- | ------------------------------- | ------------------------------- | -------------------------------- | ------------------------------- |
|                                 | Coureur                         | Pays                            | Équipe                           | Point(s)                        |
| 1er                             | Nairo Quintana                  | Colombie                        | Movistar                         | 3 points                        |
| 2e                              | Uri Martins                     | Mexique                         | Amore & Vita-Selle SMP-Fondriest | 3 pts                           |
| 3e                              | Alejandro Valverde              | Espagne                         | Movistar                         | 2 pts                           |
| modifier                        |                                 |                                 |                                  |                                 |

| Classement du combiné | Classement du combiné | Classement du combiné | Classement du combiné | Classement du combiné |
| --------------------- | --------------------- | --------------------- | --------------------- | --------------------- |
|                       | Coureur               | Pays                  | Équipe                | Point(s)              |
| 1er                   | Alejandro Valverde    | Belgique              | Movistar              | 43 points             |
| 2e                    | Nairo Quintana        | Espagne               | Movistar              | 53 pts                |
| 3e                    | Jürgen Roelandts      | Belgique              | Lotto-Soudal          | 73 pts                |
| modifier              |                       |                       |                       |                       |

| Classement du meilleur coureur Baléare | Classement du meilleur coureur Baléare | Classement du meilleur coureur Baléare | Classement du meilleur coureur Baléare | Classement du meilleur coureur Baléare |
|                                        | Coureur                                | Pays                                   | Équipe                                 | Temps                                  |
| -------------------------------------- | -------------------------------------- | -------------------------------------- | -------------------------------------- | -------------------------------------- |
| 1er                                    | Albert Torres                          | Espagne                                | Inteja-Dominican                       | en 3 h 43 min 31 s                     |
| 2e                                     | Xavier Cañellas                        | Espagne                                | Équipe nationale d'Espagne             | m.t                                    |
| modifier                               |                                        |                                        |                                        |                                        |

| Classement par équipes | Classement par équipes              | Classement par équipes | Classement par équipes |
|                        | Équipe                              | Pays                   | Temps                  |
| ---------------------- | ----------------------------------- | ---------------------- | ---------------------- |
| 1re                    | Roompot-Nederlandse Loterij         | Pays-Bas               | en 11 h 10 min 33 s    |
| 2e                     | Équipe nationale d'Espagne          | Espagne                | m.t                    |
| 3e                     | Équipe nationale de Grande-Bretagne | Royaume-Uni            | m.t                    |
| modifier               |                                     |                        |                        |

## Liste des participants
- Liste de départ complète

| Légende | Légende                                                                    | Légende | Légende                                                    |
| ------- | -------------------------------------------------------------------------- | ------- | ---------------------------------------------------------- |
| Num     | Dossard de départ porté par le coureur sur ce Trofeo Playa de Palma        | Pos     | Position à l'arrivée de la course                          |
|         | Indique un maillot de champion national ou mondial, suivi de sa spécialité | NP      | Indique un coureur qui n'a pas pris le départ de la course |
| AB      | Indique un coureur qui n'a pas terminé la course                           | HD      | Indique un coureur qui a terminé la course hors des délais |

| Movistar MOV                            | Movistar MOV               | Movistar MOV |
| --------------------------------------- | -------------------------- | ------------ |
| Num                                     | Coureur                    | Pos          |
| 1                                       | Alejandro Valverde (ESP)   | 49e          |
| 2                                       | Nairo Quintana (COL)       | 64e          |
| 4                                       | Jonathan Castroviejo (ESP) | 58e          |
| 6                                       | Dayer Quintana (COL)       | 53e          |
| 8                                       | Daniel Moreno (ESP)        | 62e          |
| 9                                       | Antonio Pedrero (ESP)      | 70e          |
| 11                                      | Nuno Bico (POR)            | 50e          |
| 13                                      | Jorge Arcas (ESP)          | 23e          |
| Directeur sportif : José Luis Jaimerena |                            |              |

| Sky SKY                            | Sky SKY                  | Sky SKY |
| ---------------------------------- | ------------------------ | ------- |
| Num                                | Coureur                  | Pos     |
| 15                                 | Vasil Kiryienka (BLR)    | 31e     |
| 20                                 | Peter Kennaugh (GBR)     | 63e     |
| 22                                 | Philip Deignan (IRL)     | 69e     |
| 23                                 | David López García (ESP) | 54e     |
| 24                                 | Salvatore Puccio (ITA)   | 65e     |
| 25                                 | Łukasz Wiśniowski (POL)  | 7e      |
| -                                  |                          |         |
| -                                  |                          |         |
| Directeur sportif : Servais Knaven |                          |         |

| Bora-Hansgrohe BOH                   | Bora-Hansgrohe BOH        | Bora-Hansgrohe BOH |
| ------------------------------------ | ------------------------- | ------------------ |
| Num                                  | Coureur                   | Pos                |
| 29                                   | Matteo Pelucchi (ITA)     | 2e                 |
| 33                                   | Marcus Burghardt (GER)    | 59e                |
| 39                                   | Erik Baška (SVK)          | 33e                |
| 40                                   | Christoph Pfingsten (GER) | 75e                |
| 43                                   | Juraj Sagan (SVK) (Route) | 88e                |
| 44                                   | Aleksejs Saramotins (LAT) | 41e                |
| 45                                   | Andreas Schillinger (GER) | 68e                |
| 46                                   | Michael Schwarzmann (GER) | 42e                |
| Directeur sportif : Enrico Poitschke |                           |                    |

| Lotto-Soudal LTS                | Lotto-Soudal LTS            | Lotto-Soudal LTS |
| ------------------------------- | --------------------------- | ---------------- |
| Num                             | Coureur                     | Pos              |
| 49                              | André Greipel (GER) (Route) | 4e               |
| 50                              | Bart De Clercq (BEL)        | NP               |
| 51                              | Frederik Frison (BEL)       | 79e              |
| 53                              | Moreno Hofland (NED)        | 29e              |
| 55                              | Tomasz Marczyński (POL)     | 83e              |
| 56                              | Rémy Mertz (BEL)            | 81e              |
| 57                              | Jürgen Roelandts (BEL)      | 80e              |
| 59                              | Louis Vervaeke (BEL)        | 93e              |
| Directeur sportif : Bart Leysen |                             |                  |

| Gazprom-RusVelo GAZ                 | Gazprom-RusVelo GAZ       | Gazprom-RusVelo GAZ |
| ----------------------------------- | ------------------------- | ------------------- |
| Num                                 | Coureur                   | Pos                 |
| 70                                  | Sergueï Lagoutine (RUS)   | 72e                 |
| 72                                  | Alexander Porsev (RUS)    | 10e                 |
| 75                                  | Evgeny Shalunov (RUS)     | 121e                |
| 76                                  | Roman Maikin (RUS)        | 30e                 |
| 77                                  | Artem Ovechkin (RUS)      | 120e                |
| 79                                  | Andrey Solomennikov (RUS) | 92e                 |
| 82                                  | Igor Boev (RUS)           | 56e                 |
| 85                                  | Anton Vorobyev (RUS)      | 36e                 |
| Directeur sportif : Alexander Serov |                           |                     |

| Cofidis COF                              | Cofidis COF               | Cofidis COF |
| ---------------------------------------- | ------------------------- | ----------- |
| Num                                      | Coureur                   | Pos         |
| 86                                       | Nacer Bouhanni (FRA)      | 3e          |
| 88                                       | Jonas Van Genechten (BEL) | 25e         |
| 89                                       | Rayane Bouhanni (FRA)     | AB          |
| 90                                       | Loïc Chetout (FRA)        | AB          |
| 92                                       | Cyril Lemoine (FRA)       | 87e         |
| 94                                       | Stéphane Rossetto (FRA)   | 85e         |
| 95                                       | Geoffrey Soupe (FRA)      | 34e         |
| 97                                       | Michael Van Staeyen (BEL) | 77e         |
| Directeur sportif : Christian Guiberteau |                           |             |

| Novo Nordisk TNN                 | Novo Nordisk TNN         | Novo Nordisk TNN |
| -------------------------------- | ------------------------ | ---------------- |
| Num                              | Coureur                  | Pos              |
| 99                               | Fabio Calabria (AUS)     | 106e             |
| 100                              | Corentin Cherhal (FRA)   | 97e              |
| 102                              | Romain Gioux (FRA)       | 109e             |
| 104                              | Reid McClure (CAN)       | 125e             |
| 105                              | Javier Mejías (ESP)      | 46e              |
| 106                              | Brian Kamstra (NED)      | 105e             |
| 107                              | Rik van IJzendoorn (NED) | 107e             |
| 108                              | Martijn Verschoor (NED)  | 110e             |
| Directeur sportif : Lionel Marie |                          |                  |

| Roompot-Nederlandse Loterij RNL       | Roompot-Nederlandse Loterij RNL | Roompot-Nederlandse Loterij RNL |
| ------------------------------------- | ------------------------------- | ------------------------------- |
| Num                                   | Coureur                         | Pos                             |
| 118                                   | Pieter Weening (NED)            | 60e                             |
| 119                                   | Raymond Kreder (NED)            | 5e                              |
| 120                                   | André Looij (NED)               | 16e                             |
| 121                                   | Elmar Reinders (NED)            | 26e                             |
| 122                                   | Oscar Riesebeek (NED)           | 71e                             |
| 123                                   | Etienne van Empel (NED)         | 27e                             |
| 124                                   | Brian van Goethem (NED)         | 73e                             |
| 125                                   | Coen Vermeltfoort (NED)         | 6e                              |
| Directeur sportif : Michel Cornelisse |                                 |                                 |

| Fortuneo-Vital Concept FVC       | Fortuneo-Vital Concept FVC | Fortuneo-Vital Concept FVC |
| -------------------------------- | -------------------------- | -------------------------- |
| Num                              | Coureur                    | Pos                        |
| 127                              | Franck Bonnamour (FRA)     | 119e                       |
| 129                              | Arnaud Gérard (FRA)        | 91e                        |
| 131                              | Benoît Jarrier (FRA)       | 76e                        |
| 132                              | Kévin Ledanois (FRA)       | 89e                        |
| 134                              | Daniel McLay (GBR)         | 1er                        |
| 135                              | Laurent Pichon (FRA)       | 84e                        |
| 136                              | Pierre-Luc Périchon (FRA)  | 86e                        |
| 137                              | Boris Vallée (BEL)         | 35e                        |
| Directeur sportif : Roger Tréhin |                            |                            |

| Caja Rural-Seguros RGA CJR                | Caja Rural-Seguros RGA CJR | Caja Rural-Seguros RGA CJR |
| ----------------------------------------- | -------------------------- | -------------------------- |
| Num                                       | Coureur                    | Pos                        |
| 141                                       | David Arroyo (ESP)         | 94e                        |
| 144                                       | Dylan Page (SUI)           | 14e                        |
| 145                                       | Eduard Prades (ESP)        | 32e                        |
| 146                                       | Fabricio Ferrari (URU)     | 55e                        |
| 147                                       | Jaime Rosón (ESP)          | AB                         |
| 148                                       | Jon Irisarri (ESP)         | 90e                        |
| 149                                       | Josu Zabala (ESP)          | AB                         |
| 152                                       | Alex Aranburu (ESP)        | 57e                        |
| Directeur sportif : José Miguel Fernández |                            |                            |

| Euskadi Basque Country-Murias EUS | Euskadi Basque Country-Murias EUS | Euskadi Basque Country-Murias EUS |
| --------------------------------- | --------------------------------- | --------------------------------- |
| Num                               | Coureur                           | Pos                               |
| 156                               | Aitor González Prieto (ESP)       | 114e                              |
| 157                               | Pello Olaberria (ESP)             | 117e                              |
| 160                               | Adrián González (ESP)             | 18e                               |
| 161                               | Gotzon Udondo (ESP)               | 38e                               |
| 163                               | Mikel Bizkarra (ESP)              | 118e                              |
| 164                               | Aritz Bagües (ESP)                | 21e                               |
| 166                               | Julen Irizar (ESP)                | 22e                               |
| 168                               | Ander Barrenetxea (ESP)           | 116e                              |
| Directeur sportif : Jon Odriozola |                                   |                                   |

| Inteja-Dominican DCT              | Inteja-Dominican DCT  | Inteja-Dominican DCT |
| --------------------------------- | --------------------- | -------------------- |
| Num                               | Coureur               | Pos                  |
| 170                               | Albert Torres (ESP)   | 11e                  |
| 172                               | Ignacio Sarabia (MEX) | AB                   |
| 173                               | Gregory Brenes (CRC)  | AB                   |
| 174                               | Diego Milán (DOM)     | 95e                  |
| 176                               | Rafael Márquez (ESP)  | NP                   |
| 177                               | Julio Amores (ESP)    | 127e                 |
| 181                               | William Guzmán (DOM)  | 115e                 |
| 184                               | Joel García (DOM)     | AB                   |
| Directeur sportif : Rafael Casero |                       |                      |

| Nice NCT                            | Nice NCT                 | Nice NCT |
| ----------------------------------- | ------------------------ | -------- |
| Num                                 | Coureur                  | Pos      |
| 186                                 | Gaspar Mas (ESP)         | AB       |
| 187                                 | Ryan MacAnally (AUS)     | 99e      |
| 188                                 | Cédric Jolidon (SUI)     | 126e     |
| 190                                 | Jérôme Pulidori (FRA)    | 98e      |
| 192                                 | Thomas Vaubourzeix (FRA) | 61e      |
| -                                   |                          |          |
| -                                   |                          |          |
| -                                   |                          |          |
| Directeur sportif : Jacques Jolidon |                          |          |

| Amore & Vita-Selle SMP-Fondriest AMO | Amore & Vita-Selle SMP-Fondriest AMO | Amore & Vita-Selle SMP-Fondriest AMO |
| ------------------------------------ | ------------------------------------ | ------------------------------------ |
| Num                                  | Coureur                              | Pos                                  |
| 195                                  | Josep Miralles (ESP)                 | 47e                                  |
| 196                                  | David Galarreta (ESP)                | 43e                                  |
| 197                                  | Danilo Celano (ITA)                  | 113e                                 |
| 198                                  | Pierpaolo Ficara (ITA)               | 108e                                 |
| 199                                  | Uri Martins (MEX)                    | 111e                                 |
| 200                                  | Marco Zamparella (ITA)               | 39e                                  |
| 201                                  | Marco Bernardinetti (ITA)            | 44e                                  |
| 203                                  | Mikel Elorza (ESP)                   | 82e                                  |
| Directeur sportif : Francesco Frassi |                                      |                                      |

| Burgos BH BBH                       | Burgos BH BBH        | Burgos BH BBH |
| ----------------------------------- | -------------------- | ------------- |
| Num                                 | Coureur              | Pos           |
| 207                                 | Joan Ruiz (ESP)      | 102e          |
| 210                                 | Daniel López (ESP)   | 17e           |
| 211                                 | Álvaro Robredo (ESP) | 104e          |
| 213                                 | Marcos Jurado (ESP)  | 124e          |
| 214                                 | Marcos Rojo (ESP)    | NP            |
| 215                                 | Jorge Cubero (ESP)   | 48e           |
| 216                                 | Raúl Castrillo (ESP) | AB            |
| 218                                 | Óscar Linares (ESP)  | 67e           |
| Directeur sportif : Darío Hernández |                      |               |

| Bolivia BOL                       | Bolivia BOL                  | Bolivia BOL |
| --------------------------------- | ---------------------------- | ----------- |
| Num                               | Coureur                      | Pos         |
| 221                               | Egoitz García (ESP)          | 74e         |
| 222                               | Omar Mendoza (COL)           | 66e         |
| 223                               | Bacilio Ramos (BOL)          | AB          |
| 225                               | Gilver Zurita (BOL)          | AB          |
| 226                               | Pedro Gregori (ESP)          | 45e         |
| 227                               | Iván Martínez (ESP)          | AB          |
| 228                               | Sergio Rodríguez Reche (ESP) | AB          |
| 230                               | Nuno Meireles (POR)          | 123e        |
| Directeur sportif : Henry Veizaga |                              |             |

| Équipe nationale d'Espagne ESP     | Équipe nationale d'Espagne ESP | Équipe nationale d'Espagne ESP |
| ---------------------------------- | ------------------------------ | ------------------------------ |
| Num                                | Coureur                        | Pos                            |
| 240                                | Xavier Cañellas (ESP)          | 12e                            |
| 241                                | Sebastián Mora (ESP)           | 28e                            |
| 245                                | Vicente García de Mateos (ESP) | 19e                            |
| 246                                | Luis Garciano (ESP)            | 112e                           |
| 249                                | Enrique Sanz (ESP)             | 8e                             |
| 250                                | Eloy Teruel (ESP)              | AB                             |
| 251                                | Daniel Viejo (ESP)             | AB                             |
| 252                                | Illart Zuazubiskar (ESP)       | 78e                            |
| Directeur sportif : Salvador Melià |                                |                                |

| Équipe nationale d'Allemagne GER | Équipe nationale d'Allemagne GER | Équipe nationale d'Allemagne GER |
| -------------------------------- | -------------------------------- | -------------------------------- |
| Num                              | Coureur                          | Pos                              |
| 254                              | Jan Tschernoster (GER)           | 51e                              |
| 255                              | Jasper Frahm (GER)               | 96e                              |
| 256                              | Konrad Geßner (GER)              | 15e                              |
| 257                              | Jonas Koch (GER)                 | 9e                               |
| 258                              | Henning Bommel (GER)             | 100e                             |
| 259                              | Lucas Liss (GER)                 | 122e                             |
| 262                              | Theo Reinhardt (GER)             | 52e                              |
| 263                              | Georg Zimmermann (GER)           | 40e                              |
| Directeur sportif : Sven Meyer   |                                  |                                  |

| Équipe nationale de Grande-Bretagne GBR | Équipe nationale de Grande-Bretagne GBR | Équipe nationale de Grande-Bretagne GBR |
| --------------------------------------- | --------------------------------------- | --------------------------------------- |
| Num                                     | Coureur                                 | Pos                                     |
| 265                                     | Andrew Tennant (GBR)                    | AB                                      |
| 267                                     | Oliver Wood (GBR)                       | 101e                                    |
| 268                                     | Christopher Latham (GBR)                | 20e                                     |
| 269                                     | Gabriel Cullaigh (GBR)                  | 37e                                     |
| 270                                     | Steven Burke (GBR)                      | AB                                      |
| 271                                     | Kian Emadi (GBR)                        | 103e                                    |
| 272                                     | Jacob Hennessy (GBR)                    | 13e                                     |
| 273                                     | Samuel Harrison (GBR)                   | 24e                                     |
| Directeur sportif : Keith Lambert       |                                         |                                         |